# Late Night with Jimmy Fallon

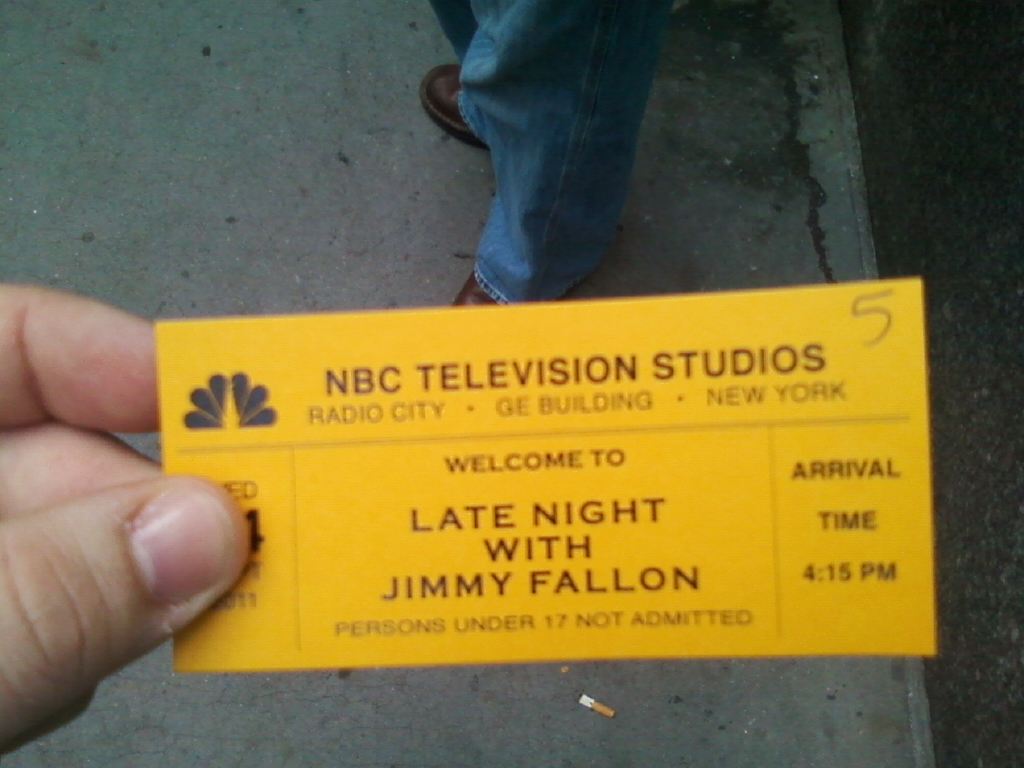
Bilet do programu

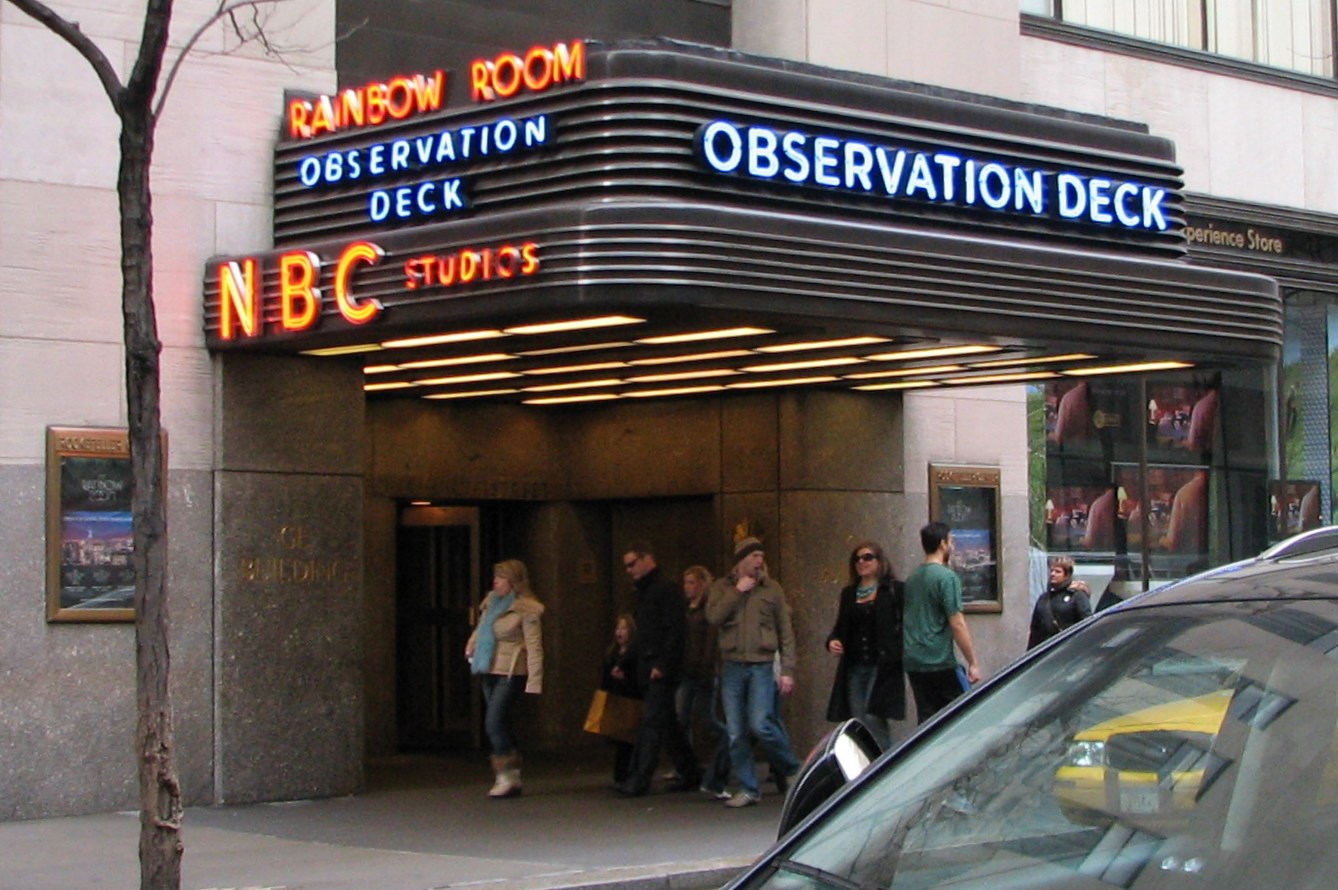
Wejście do studia

Late Night with Jimmy Fallon – amerykański program telewizyjny typu talk-show prowadzony przez aktora i komika Jimmy’ego Fallona. Nadawany był codziennie wieczorem w telewizji NBC.
Było to trzecie wcielenie programu Late Night, który w 1982 r. zapoczątkował David Letterman. W latach 1993–2009 prowadził go Conan O’Brien, 2009-2014 Jimmy Fallon, a obecnie prowadzony jest przez Setha Meyersa.
W 2011 r. program otrzymał trzy nominacje do Nagrody Emmy.
Od lutego 2012 r. Late Night można było oglądać w Europie (w tym w Polsce) na kanale CNBC Europe. Zastąpił on nadawany przez wiele lat The Tonight Show with Jay Leno. Jego emisja, w skróconej 30 minutowej wersji, odbywała się od poniedziałku do piątku o północy. W soboty i niedziele o 21.00 nadawane były dwa pełne odcinki.

## O programie
Program składał się niejako z trzech części. Na początku narrator Steve Higgins zapowiada gości, którzy w nim wystąpią oraz „legendarny zespół” The Roots. Następnie pojawia się Jimmy Fallon, który wygłasza krótki monolog, po czym siada za biurkiem i wykonuje typowo komediowe kawałki, które zmieniają się w zależności od dnia tygodnia. W drugiej części rozgrywane są różne konkursy, w których udział biorą ludzie wyłonieni z publiczności. Na końcu pojawiają się zaproszeni do studia goście. Ostatnim z nich jest zazwyczaj jakiś muzyk, szef kuchni albo komik, który daje swój występ przed publicznością.

## Historia
Początki Late Night with Jimmy Fallon sięgają 2004 r., kiedy to stacja NBC ogłosiła, że obecny prowadzący Conan O’Brien, zastąpi w 2009 r. Jaya Leno w programie The Tonight Show. W tym samym czasie Fallon zrezygnował z występów w Saturday Night Live na rzecz kariery filmowej. Producent programu, Lorne Michaels, zasugerował mu wówczas, że doskonale zastąpiłby O’Briena w roli gospodarza, a ponieważ był jego wielkim orędownikiem, w lutym 2007 r. nakłonił szefów NBC, żeby podpisali z nim kontrakt. Jednak aż do początku 2008 r. stacja oficjalnie się do tego nie przyznawała. Wcześniej rozważano też kilku innych kandydatów, ale Michaels upierał się, że wyprodukuje program tylko z Fallonem jako prowadzącym. Kiedy więc w maju 2008 r. NBC ogłosiła, że zastąpi on O’Briena, spotkało się to z pewnym zaskoczeniem. Michaels, który został producentem programu, w ramach przygotowań wysłał Fallona w ośmiomiesięczną trasę po klubach i studenckich kampusach, gdzie dawał 50 minutowe występy typu stand – up.
Na długo przed premierą zdecydowano, że w odróżnieniu od innych tego typu programów Late Night będzie też bardziej obecny w Internecie. By podkreślić jego interaktywność Fallon zaczął robić wpisy na Twitterze i założył video bloga na oficjalnej stronie programu, gdzie prezentuje zabawne fragmenty i zakulisowe przygotowania. Witryną zajmowało się trzech pełnoetatowych blogerów. Late Night With Jimmy Fallon jest uważany za jeden z innowacyjnych programów telewizyjnych ze względu na częstą interakcję z fanami za pomocą mediów społecznościowych.
Program był nagrywany codziennie o godzinie 17 w historycznym studiu 6B w GE Building (30 Rockefeller Plaza, Nowy Jork), będącym siedzibą dla stacji NBC.
3 kwietnia 2013 NBC ogłosiło, że Jimmy Fallon przejmie stery programu The Tonight Show, który nadawany jest godzinę wcześniej, zastępując wieloletniego prowadzącego Jaya Leno. W maju tego samego roku NBC zadecydowało, że kolejnym gospodarzem serii Late Night będzie Seth Meyers, wieloletni członek obsady i scenarzysta programu Saturday Night Live. Premiera programu The Tonight Show Starring Jimmy Fallon odbyła się 17 lutego 2014 roku. Od tego czasu pozostaje najchętniej oglądanym programem typu late night talk show w Stanach Zjednoczonych.

## Przyjęcie programu

### Recenzje
Premierowy odcinek został przyjęty z mieszanymi, a nawet negatywnymi ocenami. Bardziej wybredni krytycy wytknęli Fallonowi zdenerwowanie, nadmierną potliwość i niezręczne kawałki komediowe. Jednakże, zauważono też jego udane współdziałanie z zespołem The Roots, który występuje w programie. Los Angeles Times napisał, że „wbrew pozorom rola prowadzącego wydaje się być dobrze dopasowano do Jimmy’ego Fallona”. Z kolei serwis Metacritic przyznał pierwszej serii 48/100 punktów, a widzowie 4.8/10.
W kolejnych latach notowania programu poprawiły się, a sam Fallon zbierał coraz więcej pozytywnych opinii. W 2010 r. magazyn New York pochwalił prowadzącego za „dobry humor” i zauważył jego poprawę. W tym samym roku Los Angeles Times komplementował jego entuzjazm i urok. Obecnie, po zakończeniu serii składającej się z pięciu sezonów, program ma ocenę 7.0/10 w serwisie IMDB na podstawie głosów kilku tysięcy użytkowników.

### Oglądalność
Wbrew ostrożnym przypuszczeniom, program był faworytem widzów w czasie swojego premierowego tygodnia. Pod względem oglądalności, o pół miliona przewyższył swojego głównego konkurenta The Late Late Show with Craig Ferguson emitowanego w telewizji CBS. Miał też o 21% więcej widzów, niż wcześniej jego poprzednik Conan O’Brien.
Po powrocie Jaya Leno do programu The Tonight Show, liczba widzów Late Night spadła z 2 milionów do ok. 1,7 mln.
W maju 2010 r. program odnotował najwyższą oglądalność, ale przeciętnie miał mniej widzów niż The Late Late Show. Oba programy mają podobne wyniki, jednak w przedziale 18–49 lat nieznacznie większy udział ma The Late Late Show.
W maju 2011 r. wszystkie programy typu late night nadawane w telewizji NBC odnotowały wzrosty oglądalności. Show Jimmy’ego Fallona miał aż o 13% więcej widzów niż w analogicznym okresie rok wcześniej.